# Остролодочник Турчанинова
Остролодочник Турчанинова (лат. Oxytropis turczaninovii) — вид растений рода Остролодочник (Oxytropis) семейства Бобовые (Fabaceae), растущий в каменистых и песчаных степях, на карбонатных горных склонах и галечниках.

## Ботаническое описание
Растение бесстебельное, дернистое, с густым опушением. Цветоносы равны листьям или длиннее. Прилистники перепончатые, широкояйцевидные, тонко заострённые, высоко сросшиеся между собой и у основания с черешком, с сетчатыми жилками, снаружи волосистые. Листочки продолговатые или продолговато-ланцетные, в 8—12 мутовках, с обеих сторон опушённые.
Кисти плотные, головчатые или колосовидные. Прицветники зелёные, узкие, почти равные чашечке или длиннее, волосистые. Чашечка колокольчато-трубчатая, с оттопыренными белыми и прижатыми чёрными волосками, с узкими зубцами в 1,5—3 раза короче трубки. Венчик красно-фиолетовый, реже почти белый, с фиолетовым пятном на лодочке. Флаг 15—17 мм длиной, с расширенной пластинкой, вверху с небольшой выемкой. Лодочка с остриём 1,5—2 мм длиной. Бобы перепончатые, яйцевидные, с коротким носиком, с оттопыренными белыми волосками и иногда с короткими чёрными, с едва заметной брюшной перегородкой (почти одногнёздные). 2n=32.